# Дворец спорта имени В. С. Высоцкого
Спортивно-концертный комплекс «Дворец спорта» имени В. С. Высоцкого — спортивное сооружение, крытый ледовый каток в Самаре на Молодогвардейской улице. Первое здание дворца спорта было построено в 1966 году, новое здание построено в 2021 году. В ледовом дворце тренируются и проводят свои домашние матчи хоккейный клуб ЦСК ВВС и баскетбольный клуб «Самара». Ранее носил носил название Ледовый дворец спорта ЦСК ВВС, пока в 2022 году комплексу не присвоили имя Владимира Семёновича Высоцкого.

## История

### Дворец спорта 1966 года

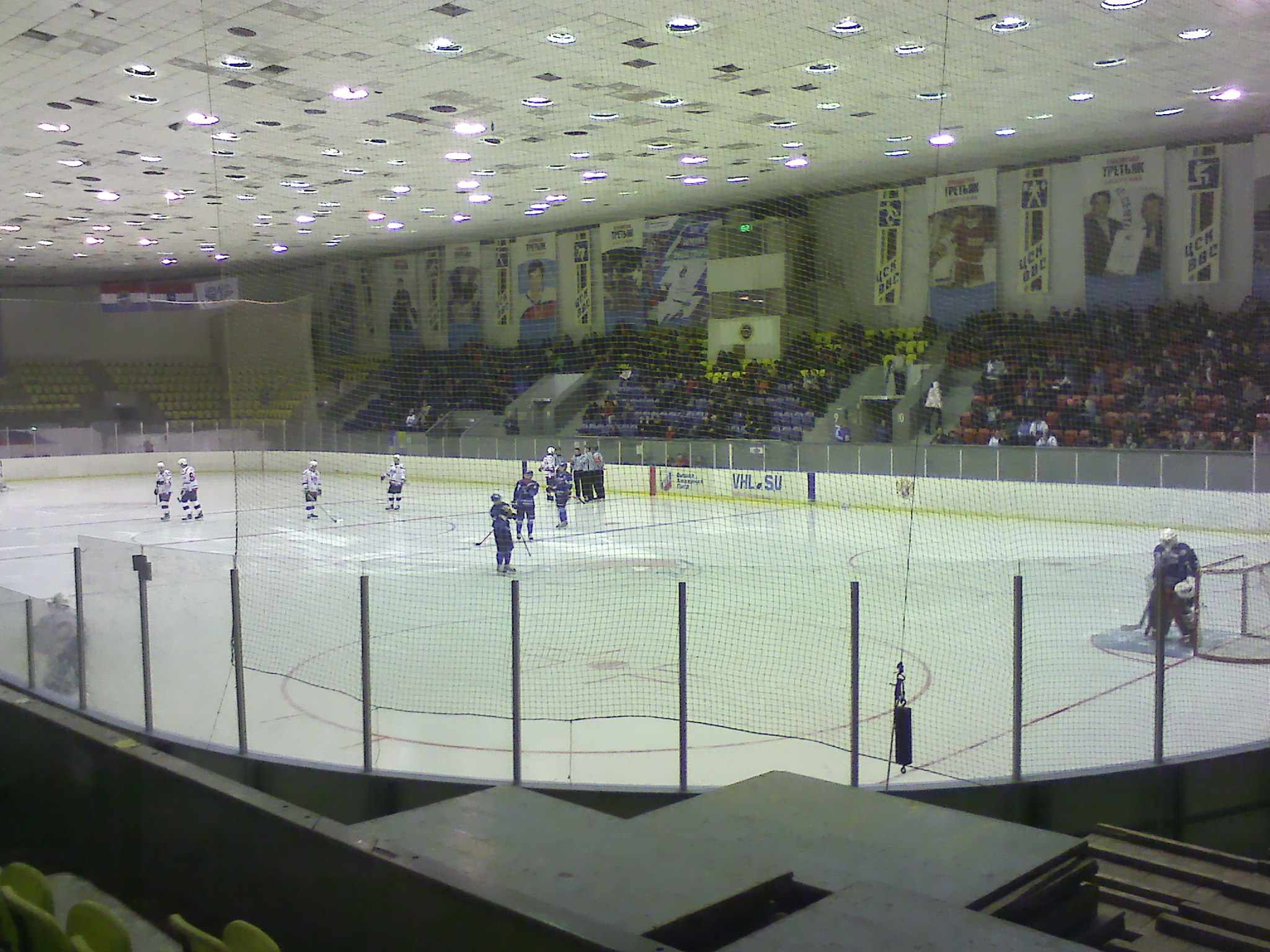
Старый Дворец спорта в марте 2016 года

Первый ледовый дворец в Куйбышеве был построен в 1966 году по типовому проекту № 2С-09-35 (140-69) «Закрытый демонстрационный каток». Фасад был украшен мозаичными панно. Табличка на здании сообщала, что открытие дворца приурочено к пятидесятилетию установления советской власти, которое отмечалось в следующем 1967 году. На момент постройки и до XXI века был единственным крытым ледовым катком в городе. Общая площадь ледового дворца спорта составляла 12,7 тысячи квадратных метров, размер льда — 30х60 метров.
Во дворце спорта тренировались и соревновались самарские хоккеисты и фигуристы, в том числе воспитанники школ олимпийского резерва и синхронисты. 17 раз проходили всероссийские соревнования по танцам на льду «Кумпарсита», 18 раз — всероссийский турнир по фигурному катанию «Самарочка», включающий соревнование команд по синхронному катанию. Зимой во дворце проводились массовые катания на льду для всех желающих два раза в день.
Кроме спортивных, также проходили культурно-развлекательные мероприятия: концерты и показы кинофильмов; в частности, в 1967 году концерт В. С. Высоцкого собрал около 6 тысяч зрителей. В честь этого события около дворца спорта установлен памятник Высоцкому работы Михаила Шемякина.

### Дворец спорта 2021 года
В XXI веке дворец спорта был признан устаревшим и намечен к сносу. Однако было принято решение не сносить, а реконструировать существующее здание, а в дополнение построить новый дворец спорта в районе Радиоцентра и кроме этого построить отдельные ледовые арены для фигуристов и кёрлингистов.
2 мая 2016 года была объявлена компания для проектирования реконструкции — ООО «Волгатрансстрой-проект».
2 декабря 2016 года было принято решение о сносе дворца спорта и строительстве новой арены на 5000 зрителей.
Дворец спорта был снесён 6 сентября 2017 года.
Новый дворец спорта, построенный за четыре года на месте предыдущего, был открыт 15 сентября 2021 года. Автор проекта архитектор Д. Орлов, площадь нового здания 29 тыс. м², в нём две ледовых площадки: основная и тренировочная, а также площадка для кёрлинга. Было предложено присвоить самарскому дворцу спорта имя В. С. Высоцкого и, несмотря на протесты отдельных групп общественности, 3 июля 2022 года дворцу всё же было присвоено имя известного актёра и барда.